# Slani Dol
 Slani Dol  falu Horvátországban Zágráb megyében. Közigazgatásilag Szamoborhoz tartozik.

## Fekvése
Zágrábtól 27 km-re, községközpontjától 7 km-re nyugatra a Zsumberk-Szamobori-hegység területén egy völgyben fekszik.

## Története
Néhány történeti adat arra enged következtetni, hogy a falu első telepesei a mai Ausztria és Németország területéről érkeztek. Erre utalnak a korabeli vezetéknevek a Habrle, a Kalingar és a Sambol is. A 17. században a török támadások elől Közép-Dalmáciából horvát menekültek érkeztek erre a vidékre, ahová a török támadások már nem értek el. Ők voltak a Bašić, Mišić, Levak és Stupar családok ősei. Ezek továbbra is kapcsolatban maradtak dalmáciai rokonaikkal, akikkel élénk kereskedelmet bonyolítottak le. Ebben az időben a só ugyanis nagyon keresett árucikk volt. A sószállítmányok Károlyvároson, Jasztrebarszkán és Lipovacon keresztül haladva érkeztek ide. Ekkor kapta a település a Slani Dol, azaz sóvölgy nevet, mely a mai napig is fennmaradt.
A falunak 1857-ben 139, 1910-ben 208 lakosa volt. Trianon előtt Zágráb vármegye Szamobori járásához tartozott. A falunak  2011-ben 208 lakosa volt.

## Lakosság
| Lakosság változása | Lakosság változása | Lakosság változása | Lakosság változása | Lakosság változása | Lakosság változása | Lakosság változása | Lakosság változása | Lakosság változása | Lakosság változása | Lakosság változása | Lakosság változása | Lakosság változása | Lakosság változása | Lakosság változása | Lakosság változása |
| ------------------ | ------------------ | ------------------ | ------------------ | ------------------ | ------------------ | ------------------ | ------------------ | ------------------ | ------------------ | ------------------ | ------------------ | ------------------ | ------------------ | ------------------ | ------------------ |
| 1857               | 1869               | 1880               | 1890               | 1900               | 1910               | 1921               | 1931               | 1948               | 1953               | 1961               | 1971               | 1981               | 1991               | 2001               | 2011               |
| 139                | 160                | 184                | 197                | 167                | 208                | 194                | 206                | 249                | 250                | 253                | 242                | 245                | 221                | 226                | 208                |

## Nevezetességei
Szent Flórián tiszteletére szentelt kápolnája.

## Külső hivatkozások
- A település honlapja
- Szamobor hivatalos oldala
- Szamobor város turisztikai egyesületének honlapja